# 普富林根
普富林根（德語：Pfullingen，發音：[ˈpfʊlɪŋən] ⓘ）是德国巴登-符腾堡州蒂宾根行政区罗伊特林根县的城市，总面积30.13平方千米，2023年12月31日总人口为19,221人。